# Aelia Paetina
Aelia Paetina eller Paetina var kejsar Claudius andra hustru. Hennes biologiska far var Sextus Caelius Catus medan hennes mamma är okänd. Förmodligen dog hennes pappa när hon var mycket ung, och hon uppfostrades hos Lucius Sejus Strabo som var prefekt för Praetoriangardet och biologisk pappa till Sejanus, som blev hennes adoptivbror.
Paetina gifte sig år 28 e.Kr. med Claudius och deras enda barn dottern Claudia Antonia föddes år 30. Redan i oktober 31 skiljde sig Claudius från henne sedan hennes adoptivbror Sejanus störtats och mördats efter konspirationen mot kejsar Tiberius. Enligt Suetonius anklagade Claudius henne för "smärre smädelser", och detta var den officiella orsaken till deras skilsmässa.
Sedan kejsarinnan Messalina, som var Claudius tredje hustru, avrättats år 48, funderade Claudius på att gifta om sig för fjärde gången. Hans frigivne rådgivare Narcissus (död 54 e.Kr.) stöttade då ett omgifte med Paetina eftersom de hade ett barn tillsammans. Det blev inte så, utan Claudius gifte sig istället med sin brorsdotter och Caligulas syster, Agrippina d.y.